# Protoglossum viscidum
Protoglossum viscidum är en svampart som först beskrevs av Massey & Rodway, och fick sitt nu gällande namn av T.W. May 1995. Protoglossum viscidum ingår i släktet Protoglossum och familjen spindlingar.   Inga underarter finns listade i Catalogue of Life.